# Gaius Mucius Scaevola

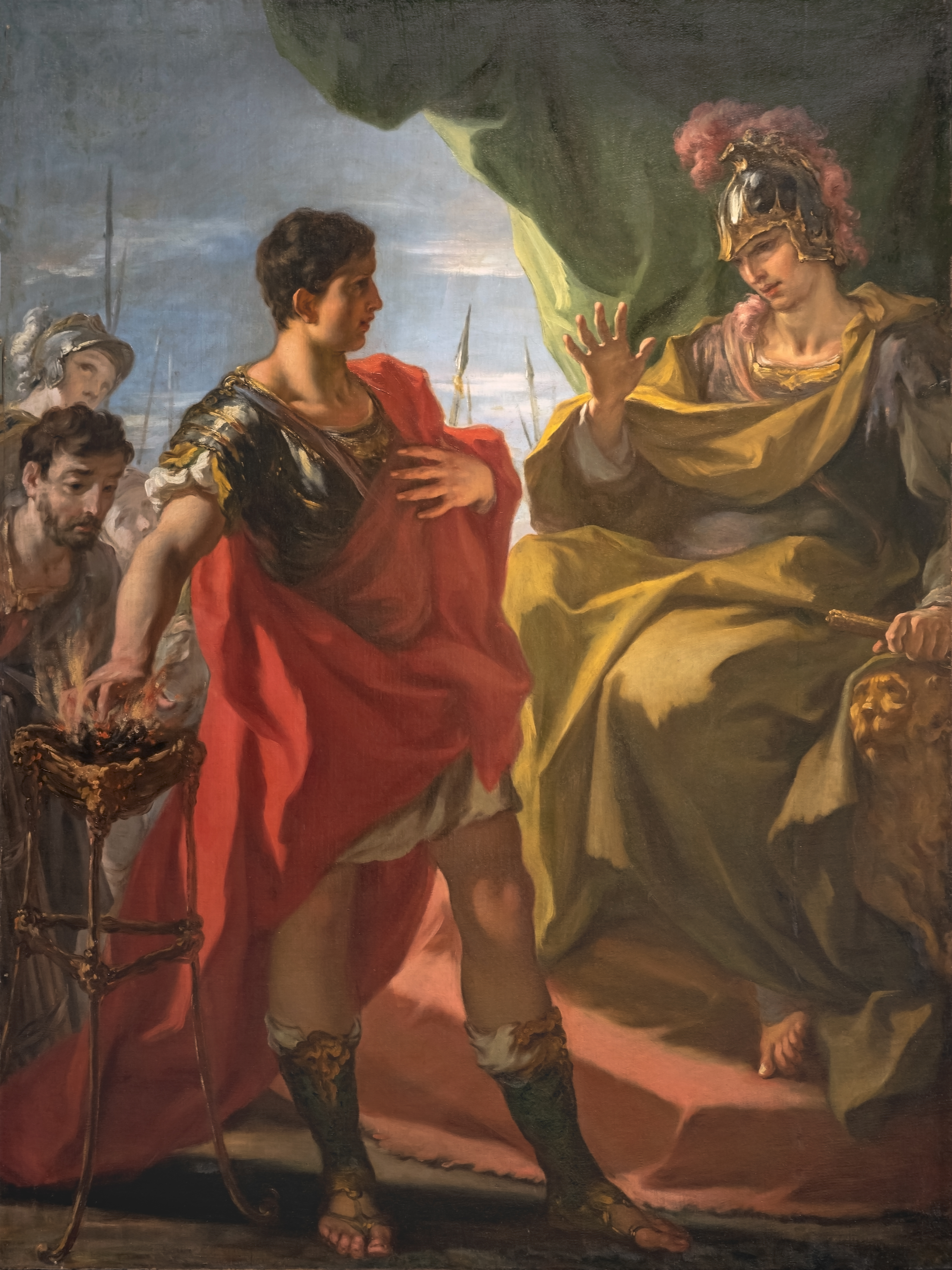
Giovanni Antonio Pellegrini: Mucius Scaevola před Porsennou (asi 1706)

Gaius Mucius Scaevola byl legendární hrdina starověkého Říma, známý svým pokusem o atentát na krále Larse Porsennu, k němuž mělo dojít podle různých výpočtů mezi lety 508 až 503 před naším letopočtem.
Podle verze, kterou podává Livius, se po svržení krále Tarquinia Superba a vyhlášení republiky vypravil proti Římu Lars Porsenna, vládce města Clusium. Díky početní převaze se mu podařilo město oblehnout a požadoval na jeho obyvatelích, aby se znovu podřídili Etruskům. Gaius, mladík z patricijského rodu Muciů, se přihlásil, že Porsennu zabije. Podařilo se mu proniknout do králova ležení, omylem však probodl mečem místo krále jeho pobočníka. Byl vzápětí zatčen a postaven před soud. Sdělil Porsennovi, že je pouze jedním ze tří set mladých Římanů, kteří přísahali, že se jeden po druhém pokusí nepřátelského vladaře sprovodit ze světa. Aby dokázal jejich odhodlání, vložil se slovy: „Pohleď, králi, jak bezcenné je tělo pro nás, kdo usilujeme o slávu,“ svoji pravou ruku do ohně a držel ji tam, aniž by dal najevo bolest. To udělalo na Porsennu takový dojem, že zajatce propustil a odtáhl od římských bran. Mucius získal díky svému činu přízvisko Scaevola (levoruký) a římský senát mu daroval rozsáhlé pozemky, známé jako Prata Mucia.
Mucius Scaevola se stal jako vzor mužnosti námětem mnoha literárních i výtvarných děl a opery Muzio Scevola (libreto Paolo Antonio Rolli, hudba Filippo Amadei, Giovanni Bononcini a Georg Friedrich Händel). Moderní historikové však považují jeho příběh za pouhou mravoučnou smyšlenku z pozdějších dob: mj. Tacitus jasně uvádí, že Porsenna Řím ve skutečnosti dobyl.